# Laphria chappuisiana
Laphria chappuisiana là một loài ruồi trong họ Asilidae. Laphria chappuisiana được Enderlein miêu tả năm 1914. Loài này phân bố ở miền Australasia.